# Georges-Albert de Schwarzbourg-Rudolstadt
Titre
Prince de Schwarzbourg-Rudolstadt
26 novembre 1869 – 19 janvier 1890
(20 ans, 1 mois et 24 jours)
Georges-Albert de Schwarzbourg-Rudolstadt est un prince de la maison de Schwarzbourg né le 23 novembre 1838 à Rudolstadt et mort le 19 janvier 1890 dans cette même ville. Il règne sur la principauté de Schwarzbourg-Rudolstadt de 1869 à sa mort.

## Biographie
Georges-Albert est le seul fils survivant du prince Albert de Schwarzbourg-Rudolstadt et de son épouse Auguste (uk), née princesse de Solms-Braunfels. Dans son enfance, Georges-Albert s'intéresse principalement aux chevaux et à l'armée. C'est ainsi qu'est constituée une "garde d'enfants" composée d'enfants de nobles et de fils de fonctionnaires. Des uniformes et des armes sont spécialement conçus à cet effet. Georges-Albert crée des dessins d'enfants avec des motifs du monde des soldats avec un grand talent. C'est aussi un bon cavalier. Il étudie ensuite l'histoire du droit, la philosophie et l'économie à Göttingen à partir de l'âge de 18 ans. Le temps d'étude suivant à Bonn est court. Il est membre du Corps Borussia Bonn depuis 1865. La raison de ces études courtes est le désir d'entrer dans le service militaire prussien.
Il sert comme premier lieutenant dans le régiment des Gardes du Corps en 1859. En 1864, il devient officier d’ordonnance (de) du lieutenant général Gustav von der Mülbe (de). Pendant la guerre des Duchés, il prend part à l'assaut de Dybbøl. Il prend part à la guerre austro-prussienne de 1866 en tant que Rittmeister dans le 4e régiment de cuirassiers (de). Après la mort de son père en 1869, il devint le prince régnant de Schwarzburg-Rudolstadt. Néanmoins, il est resté dans l'armée prussienne. Pendant la guerre franco-prussienne, il appartient à l'état-major général du 8e division d'infanterie. Georges-Albert est impliqué dans les batailles de Sedan et Beaumont. Il est présent à la proclamation de l'Empire allemand à Versailles,. En 1876, il devient chef du 6e régiment de dragons stationné à Schmiedeberg, Kemberg et Graefenhainichen. Pour la durée des exercices d'automne, à partir du 5 août 1880, le prince Georges-Albert est chargé de la 8e division d'infanterie. Le 22 mars 1883, il est promu général de cavalerie et le 25 juin 1886, il devient chevalier de l'Ordre de l'Aigle noir.
En tant que chef de troupe, Georges-Albert aime les petites inspections et, en tant que souverain, observe les habitants de Rudolstadt avec un télescope depuis le château de Heidecksburg. Il laisse le travail du gouvernement à son ministère. Pendant son règne, en refusant d'augmenter les impôts à des fins militaires en 1870, le parlement de l'État force l'introduction d'une loi électorale relativement progressive. Cela implique des élections générales, directes et secrètes des citoyens de sexe masculin. L'influence directe du prince sur le parlement de l'État est rendue impossible. Les sociaux-démocrates critiquent le souverain pour des raisons idéologiques et à cause de sa richesse privée. Le fabricant de boutons August Welke reçoit le premier mandat d'un parlement d'un État allemand pour les sociaux-démocrates en 1871 sous le régime subalterne de Frankenhausen. En 1871, le prince remit également la politique étrangère et de défense ainsi que la législation en matière d'économie et de transport à l'Empire allemand. Georges-Albert est le protecteur du monument du Kyffhäuser.
Jamais marié, Georges-Albert ne laisse pas d'enfants pour lui succéder. Sa principauté revient à un cousin éloigné, Gonthier-Victor.